# Kunimi (Fukushima)
Kunimi (国見町 Kunimi-machi?) es un pueblo localizado en la prefectura de Fukushima, Japón. En junio de 2019 tenía una población de 8.945 habitantes y una densidad de población de 236 personas por km². Su área total es de 37,95 km².

## Geografía

### Municipios circundantes
- Prefectura de Fukushima
  - Date
  - Koori
- Prefectura de Miyagi
  - Shiroishi

## Demografía
Según datos del censo japonés, la población de Kunimi ha disminuido en los últimos años.
| Año del censo | Población |
| ------------- | --------- |
| 1995          | 11.736    |
| 2000          | 11.198    |
| 2005          | 10.692    |
| 2010          | 10.086    |
| 2015          | 9.512     |